# Dursun Ali Baran
Dursun Ali Baran (* 1. Januar 1936; † November 2020) war ein türkischer Fußballspieler.
Baran spielte von 1958 bis 1961 für Galatasaray Istanbul. In der ersten Saison der neuen 1. türkischen Liga im Jahr 1959 wurde Baran mit Galatasaray Vizemeister. Für die Gelb-Roten spielte er in den drei Spielzeiten 20 Ligaspiele. Es folgten einjährige Engagements bei Fatih Karagümrük SK und Beylerbeyi SK. Im Alter von 28 Jahren beendete Baran seine Karriere.